# ديان بافلوفيتش
ديان بافلوفيتش (بالسويدية: Dejan Pavlovic)‏ هو لاعب كرة قدم سويدي في مركز الهجوم، ولد في 23 يناير 1971 في هلسينغبورغ في السويد. لعب مع أنورثوسيس فاماغوستا ونادي برينه ونادي كافالا ونادي مالمو ونادي هلسينغبورغ.

## وصلات خارجية
- ديان بافلوفيتش على موقع اتحاد السويد (السويدية)
- ديان بافلوفيتش على موقع قاعدة بيانات كرة القدم.إي يو (الإنجليزية)